# Ibn Juljul
Sulaymān ibn Ḥasan, Abū Dāwūd, dit Ibn Juljul al-Andalusī, est un médecin arabe musulman d'Espagne, né à Cordoue en 943/44 (an 332 de l'Hégire), mort vers 994.
Il a laissé une autobiographie, préservée dans la Takmilla d'Ibn al-Abbar. Il étudia la médecine entre quatorze et vingt-quatre ans avec un groupe d'hellénistes présidé par Ḥasdāy ibn Shaprūț, médecin juif et vizir du calife 'Abd al-Raḥmān III. Il fut ensuite le médecin personnel du calife Hishām II (976 - 1009).
Il est l'auteur d'un ouvrage intitulé Ṭabaqāt al-aṭibbā' wa'l-ḥukamā'  (Générations des médecins et des savants), terminé en l'an 987, qui est le second plus ancien de la littérature arabe traitant de l'histoire de la médecine après l' Histoire des médecins (Ta'rīj al-aṭibbā') d'Ishāq ibn Ḥunayn. Il est d'ailleurs plus précis et plus complet. Il contient cinquante-sept biographies de médecins et savants groupés en neuf « générations », dont trente-et-un du Proche-Orient et vingt-six d'Occident (« Maghreb »). Ibn Juljul a utilisé des sources grecques de l'Antiquité (Hippocrate, Dioscoride, Galien), des sources latines (Orose, Isidore de Séville et des auteurs espagnols chrétiens plus récents) et des sources musulmanes (Abū Ma'shar). L'ouvrage contient beaucoup d'erreurs, notamment chronologiques, sur les époques anciennes, mais apporte aussi des informations intéressantes. Les dernières biographies fournissent des détails sur Cordoue au Xe siècle. Ibn Juljul affirme qu'il n'y eut plus de savants importants en Orient après le règne du calife ar-Radi (mort en 940).
Sinon, Ibn Juljul a écrit sur la pharmacopée : le Tafsīr asmā' al-adwiya al-mufrada min kitāb Diyusqūridūs (Explication du nom des simples à partir du livre de Dioscoride), écrit en 982, dont il reste seulement un fragment contenant les noms grecs et arabes et l'identification de 317 plantes médicinales ; et le Maqāla fī dhikr al-adwiya al-mufrada lam yadhkurha Diyusqūridūs (Traité des simples non mentionnés par Dioscoride), qui est un complément au De materia medica. On conserve aussi le Risālat al-tabyīn fī-mā ghalaṭa fīhi ba'ḍ al-mutaṭabbibīn (Traité sur l'explication des erreurs de certains médecins).
Dans son De sententiis antiquorum et son De materia metallorum (De mineralibus, III, 1, 4), Albert le Grand cite un traité qu'il appelle De secretis et qu'il attribue à un auteur nommé « Gilgil », peut-être Ibn Juljul.

## Édition
- Ibn Juljul, Kitāb ṭabaqāt al-aṭibbā' wa'l-ḥukamā' , éd. Fuad Sayyid, Le Caire, 1955.
- Juan Vernet, « Los médicos andaluces en el Libro de las generaciones de los médicos de Ibn Ýulýul » (traduction espagnole de la dernière partie consacrée aux médecins andalous), Anuario de Estudios Medievales 5, 1968, p. 445-462, et Estudios de Historia de la Ciencia Medieval, Barcelone, 1979, p. 469-486.
- Ildefonso Garijo, « El tratado de Ibn Ýulýul sobre los medicamentos que no mencionó Dioscórides », in Ciencia de la naturaleza en Andalusia. Textos y Estudios I, éd. Expiración Garcia Sànchez, Grenade, 1990, p. 57-70.